# Glacier Agassiz (îles Kerguelen)
Pour les articles homonymes, voir Glacier Agassiz.
Le glacier Agassiz est un glacier de la Grande Terre, l'île principale des îles Kerguelen, dans les Terres australes et antarctiques françaises. Il s'agit de l'un des glaciers du glacier Cook qui occupe la partie occidentale de l'île. Dans sa partie supérieure, le glacier Agassiz est accolé au glacier du Cirque qui se trouve au nord-ouest et qui fusionne avec le glacier Agassiz au milieu de sa course. Sa fonte alimente le lac Agassiz Supérieur puis le lac Agassiz Inférieur.